# Angelo Ugo Conz
Angelo Ugo Conz (Ancona, 2 giugno 1871 – Marlia, 26 aprile 1948) è stato un ammiraglio e politico italiano.

## Biografia
Ammiraglio della Regia Marina..
Nel 1933 fu nominato Senatore del Regno.